# Gračanica
Gračanica je grad u sjeveroistočnom dijelu Bosne i Hercegovine, sastavni dio Tuzlanske županije. Zahvaća veći dio doline rijeke Spreče u njezinom donjem toku i dio planine Trebava. Graniči s gradovima, Gradačcem na sjeveru i Srebrenikom na istoku, te s općinom Lukavac na jugoistoku. Granične općine s južne i zapadne strane su Petrovo i Doboj Istok. 

## Zemljopis

### Položaj
Gračanica je smještena u sjeveroistočnom dijelu Bosne i Hercegovine, u donjem toku rijeke Spreče na magistralnom putu M-4 (Tuzla-Doboj), 17 km od buduće autoceste A1. Prosječna nadmorska visina je oko 190 m. Gračanica je udaljena od Doboja 23 km, Tuzle 43 km i od Brčkog 53 km. Od Sarajeva je udaljena 150 km.  

### Naselja u sastavu Grada Gračanice
Grad Gračanica prostire se na površini od 215,06 km². Površina središnjeg gradskog područja je 17,67 km². Područje Grada Gračanice (u širem smislu), osim naselja Gračanica, obuhvaća i drugo 21 naselje. To su:
- Babići
- Doborovci
- Donja Lohinja
- Džakule
- Gornja Lohinja
- Lendići
- Lukavica
- Malešići
- Miričina
- Orahovica Donja
- Orahovica Gornja
- Piskavica
- Pribava
- Prijeko Brdo
- Rašljeva
- Škahovica
- Skipovac Donji (dio)
- Skipovac Gornji (dio)
- Soko
- Stjepan Polje
- Vranovići

## Povijest
Područje Gračanice bilo je naseljeno još u prapovijesti. O tome svjedoče ostaci neolitskog naselja u naselju Korića Han (starosti 5.500¸- 6.500 godina), kao i brončanodobne i željeznodobne gradine na uzvišenjima Vuknić i Bučica, iznad samoga grada. Ljudi su u ovom području živjeli i kasnije, tijekom rane i kasne antike, te ranoga srednjeg vijeka. Brojni su i tragovi naseljenosti na širem gračaničkom području. Izdvajaju se prapovijesni lokaliteti Brdo i Barice u mjestu Orahovica Gornja, Vranovići, te Monj iznad Doborovaca.
Većina je gračaničkih naselja, pod današnjim imenima, nastala u srednjem vijeku, Središte života tada je bio utvrđeni grad Soko, koji se u pisanim povijesnim vrelima prvi put spominje 1449. godine. Gradom je gospodario knez Radivoj, brat bosanskog kralja Stjepana Tomaša. U sjeni zidina Sokola razvilo se i rudarsko selo Gračanica. Nastalo je na istoimenoj rijeci, danas poznatoj po imenu Sokoluša. Sama je rijeka, pak, nazvana Gračanicom, zato što je nastajala ispod grada Sokola, spajanjem dvaju potočića koji ga opasuju.
Po dolasku Osmanlija 1520., Gračanica izrasta u najveće naselje ovoga kraja, koje do 1548. godine i službeno stječe status kasabe (gradskog naselja), carskim ukazom sultana Sulejmana I. Početkom 17. stoljeća, Gračanica je među najvećim gradovima ovog dijela Bosne. U gradu je tada smješteno 9 mahala, 8 džamija, te snažno zanatsko središte, s 25 esnafa (strukovnih udruga). Po broju stanovnika dostigla je Tuzlu. Postala je i središte prostranog kadiluka, koji je obuhvatao područja današnjih gradova Srebrenika, Gradačca, Modriče i Orašja. Muslimani su već u prvoj polovici 17. stoljeća apsolutna većina na području Gračanice.
Tijekom dugotrajnih habsburško-osmanskih ratova, na prijelazu iz 17. u 18. stoljeće, Gračanica je pogranično mjesto. U njoj se gradi i drveno-zemljana tvrđava (palanka), koja zajedno sa susjednim utvrdama (Soko, Srebrenik i Gradačac) ulazi u sastav novoosnovane Gradačačke kapetanije. U drugoj polovici 18. stoljeća Gračanica izrasta u naprednu kasabu s 15 mahala, te čaršijom u kojoj su bili brojni dućani i hanovi. Imala je 12 džamija, tri medrese i više mekteba.
Pečat urbanom razvoju Gračanice u osmanskome razdoblju dali su i brojni vakifi. Najistaknutiji od njih je bio Ahmed-paša Budimlija, graditelj Bijele džamije, sahat-kule i hamama, zatim šejh Halil ef. Trepanić, utemeljitelj javne knjižnice. Tu su i gradačački kapetan Osman-kapetan Gradaščević i njegovi sinovi Murat-kapetan Gradaščević i Hadži Bećir-beg, vakifi gračaničkih medresa. Gradaščevići su imali snažan utjecaj u Gračanici, a ovaj grad je bio i jedan od središta Velikog bosanskog ustanka 1832. godine, predvođenog Husein-kapetanom Gradašćevićem.
U drugoj polovici 19. stoljeća u Gračanici je po prvi put konstituirana gradska općina (beledija). U tom razdoblju do većeg izražaja dolaze Srbi, s nekoliko jakih trgovačkih obitelji. U tom razdoblju gradi se i prva pravoslavna crkva, a istodobno u grad se doseljava i nekoliko židovskih obitelji.
Gračanica je odigrala veliku ulogu u otporu austrougarskoj okupaciji 1878. godine. Slamanjem otpora i uspostavom austrougarske vlasti, nastupa novo doba. Izgradnjom željeznice, gradskog trga i većeg broja modernijih zgrada, Gračanica sve više poprima obrise modernog grada, koji postaje stjecište trgovaca i poslovnih ljudi, sa začecima industrijske proizvodnje. U to vrijeme Gračanica je i istinska multikulturalna sredina u kojoj žive pripadnici različitih etničkih skupina, te djeluje veći broj kulturnih i drugih udruga. Razdoblje Kraljevine Jugoslavije je vrijeme u kome se, nakon početne stagnacije, nastavlja dalji razvoj ovoga grada, osobito 1930-tih godina, kada dolazi do pravog procvata građanske kulture i načina života.
U Drugom svjetskom ratu ovo je područje izbjeglo veća neposredna stradanja. U prvih dvadesetak godina nove, socijalističke SFR Jugoslavije, Gračanicu zaobilazi opći razvoj industrije i prometnica, te grad i okolina stagniraju ili jako sporo napreduju. No, poslije osnivanja industrijskih prerađivačkih pogona, izgradnje asfaltnih cesta ka Doboju i Tuzli, a osobito zamahom male privrede u privatnom posjedu, od početka 1970-tih godina, u sveukupnom razvoju Gračanice se počinje opažati veliki napredak. 
Takav razvojni slijed je prekinut raspadom SFR Jugoslavije i srpskom agresijom na Bosnu i Hercegovinu, u kojoj je Gračanica pretrpjela mnoge ljudske žrtve, teška razaranja i velike materijalne gubitke. Zahvaljujući uspješnoj organizaciji obrane, agresorski nasrtaji su odbijeni.
Predratna općina Gračanica je po podacima iz 1991. god. zahvaćala površinu od 387 km2, sastojala se od 28 naselja i imala 59.134 stanovnika. Nakon rata u Bosni i Hercegovine i Daytonskog sporazuma, od jednog dijela općine osnovana je općina Petrovo, koja pripada Republici Srpskoj.

## Poznate osobe
Poznate osobe koje su se rodile, živile i/ili radile u Gračanici.
Kategorija:Životopisi, Gračanica
- Arminka Helić (r. 1968.), baronesa i političarka
- Ali Riza ef. Prohić (1867. – 1942.), kadija
- Amel Ćurić (r. 1980.), pjevač
- Bahrija Kadić (1878. – 1944.), dužnosnik, kulturni djelatnik
- Edvin Kanka Ćudić (r. 1988.), aktivista za ljudska prava
- Husein ef. Mujić (1918. – 1994.), reis-ul-ulema
- Ibrahim Ustavdić (1878. – 1974.), prosvjetni radnik
- Mustafa Kamarić (1906. – 1973.), pravnik
- Nebojša Radmanović (r. 1949.), političar

## Stanovništvo
Prema popisu stanovništva iz 2013. godine Grad Gračanica imao je 45.220 stanovnika. U samom mjestu Gračanica živi 12.882 stanovnika. Prosječna starost stanovnika je 38,7 godina. Na području Grada Gračanice žive građani iz reda sva tri konstitutivna naroda – Bošnjaka 97,0%, a potom Srba 0,3%, Hrvata 0,2% i Ostalih 2,5%.
| broj stanovnika | 19611 | 31898 | 31905 | 55759 | 46369 | 46946 | 30203 | 46950 | 54311 | 59134 | 45220 |
|                 | 1879. | 1910. | 1921. | 1931. | 1948. | 1953. | 1961. | 1971. | 1981. | 1991. | 2013. |

## Gospodarstvo
Izgradnjom prometnica, a naročito povezivanjem Gračanice sa željeznicom – "Ćirom" 1898. godine, otvaranjem kamenoloma, eksploatacijom šumskog bogatstva, prilagođavanjem zanatske proizvodnje i trgovine zahtjevima europskog tržišta, Gračanica je zakoračila u moderno doba svog razvoja. Do 1992. godine bila je poznata po velikim firmama. 
Danas, na području Gračanice egzistira oko 1.000 gospodarstvenih subjekata. Mogu se podijeliti na uslužne i zanatsko – proizvodne. Među uslužnim dominiraju trgovina, ugostiteljstvo i prijevoz, a od proizvodnih najvažnije su građevinarstvo, drvoprerađivačka industrija, prerada plastike, metalska, obućarstvo i konfekcija, proizvodnja hrane (peradarstvo, stočarstvo, prerada voća, povrća i mesa).

## Promet
Gračanica je komunikacijski vezana magistralnim putem za Doboj i Tuzlu, odnosno Srebrenik i Gradačac i dalje s glavnim prometnicama koje vode na sjever i jug Bosne i Hercegovine. Sprečkim poljem, odnosno lijevom stranom rijeke Spreče prolazi željeznička pruga Banja Luka-Doboj-Tuzla- Zvornik, odnosno Brčko, s kojom je Gračanica povezana asfaltnim putem i mostom, odnosno željezničkim kolodvorom Sočkovac u entitetu Republika Srpska.

## Arhitektura i znamenitosti

### Sahat-kula
Sahat-kula je najstariji spomenik kulture u Gračanici. To je jedini izvorno očuvani spomenik graditeljske baštine osmanskog razdoblja u ovome gradu, koji se uzdiže se u donjem dijelu gračaničke čaršije. Sagrađena je u drugoj polovici 17. stoljeća, kao vakuf Ahmed-paše Budimlije, koji je pored nje uvakufio još nekoliko najznačajnijih urbanih, kulturnih i javnih objekata i sadržaja u Gračanici: Bijelu džamiju, mektebe, te veći broja dućana.
Sahat-kula u Gračanici ima osnovu čije su stranice dimenzija približno 3,60 x 3,60 m. Objekt je izgrađen od kamena. Zidovi su masivni i prosječne debljine 80 cm. Visoka je 27 m i po tome druga po visini u Bosni i Hercegovini. Još od vremena izgradnje je nagnuta na jednu stranu. U velikom požaru koji je zahvatio čaršiju 1812. godine sahat-kula je bila znatno oštećena, pa je renovirana i obnovljena, što svjedoči jedan rukopis sačuvan u Osman-kapetanovanoj medresi u Gračanici.
Sljedeć popravak bio je 1952. godine i tom prigodom je izmijenjen pokrov, popravljene su stube, izvršeno je žbukanje fasade i montirani su satovi. Najnoviji popravci izvršeni su 2003. godine, kada je urađena rekonstrukcija krova, stavljen novi bakreni pokrov i popravljeno unutrašnje stubište. Također je postavljen suvremeni sat. Nacionalni je spomenik Bosne i Hercegovine.
Sahat-kula je simbol Gračanice. Zauzima središnje mjesto na grbu Grada Gračanica.

### Bijela džamija
Bijela ili Ahmed-pašina džamija je podignuta u 17. stoljeću, od istog vakifa koji je podigao i sahat-kulu, kao glavna, čaršijska džamija. Prvobitno je bila tradicionalna bosanska džamija s četveroslivnim krovom, te visokom kamenom minaretom. Pod teretom stoljeća je dosta oronula, pa se u razdoblju od 1914. do 1916. godine pristupilo njezinoj temeljitoj obnovi. Tada je poprimila svoj današnji izgled. Nepuna dva desetljeća od izgradnje, doživjela je i svoju prvu obnovu – 1934. godine, kada je ponovno ozidan minaret, koje je bio slomljen udarima snažnog orkanskog vjetra. Minaret je ponovno srušen u jesen 1995. godine – srpskom agresorskom granatom s planine Ozren. Ipak, ubrzo je obnovljena.

### Vijećnica
Vijećnica u Gračanici građena je prvobitno kao Konak 1887. godine, da bi kasnije bila pretvorena u zgradu Vijećnice. Nije poznato ime graditelja. Pretpostavlja se da su je gradili isti majstori kao i Osman-kapetanova medresu u Gračanici. Objekt ima oblik slova "E". Osa simetrije koja prolazi kroz ulazni portal i stubište dijeli objekt na dva dijela. Ulazni portal je najsnažniji arhitektonski element s odlikama pseudomurskog manira na prednjoj fasadi. Portal je oblikovan kao pravokutni profilirani kameni okvir, s dva bočna pilastra s kapitelima pravokutnog presjeka. Objekt ima podrum ispod zapadnog krila objekta, prizemlje i kat. Ukupni vanjski vodoravni gabariti su 32,40 x 20,30 m.
Do sada je zgrada Konaka – Vijećnice u Gračanici više puta obnavljana. Tako 1987., 1998., 2000. i 2002. godine. Na sjevernu fasadu zapadnog krila objekta 2009. godine, naslonjen je novi objekt u funkciji gradske uprave.

### Osman-kapetanova medresa
Osman-kapetanova medresa u Gračanici je osnovana 1800. godine. Jedna je od tri medrese koje su u Gračanici postojale, ubraja se u veće medrese u Bosni i Hercegovini. Dao ju je sagraditi Osman-kapetan Gradaščević, upravitelj Gradačačke kapetanije i otac Husein-kapetana Gradaščevića. Današnja zgrada Osman-kapetanove medrese u Gračanici potječe iz 1889. godine, nakon temeljite obnove. Od tada je imala dershanu, prostorije za muderise (profesore), knjižnicu i kuhinju za učenike.

### Cvijet Srebrenice
Jedan od najpoznatijih simbola koji dolazi iz Gračanice je Cvijet Srebrenice. Udruga Gračaničko keranje je dizajnirala i promovirala Cvijet Sjećanje, danas poznatiji kao Cvijet Srebrenice, u želji da se najveće stradanje u Europi nakon Drugoga svjetskog rata ne zaboravi. Cvijet je danas postao simbol genocida u Srebrenici, te borbe protiv genocida i masovnih stradanja ljudi. Izradu Cvijeta Srebrenice predložio je tadašnji reis-ul-ulema Mustafa ef. Cerić udrugi Gračaničko keranje. Cvijet je prvi put predstavljen javnosti 1. srpnja 2011. godine.

## Obrazovanje
Prva Narodna osnovna škola u Gračanici otvorena je 1886. godine. To je današnja osnovna škola koja nosi ime književnika Hasana Kikića. Prvi gračanički učitelj je Ibrahim Ustavdić. Godine 1948., u Gračanici je otvorena Niža realna gimnazija s malom maturom – kasnije osnovna škola "Mitar Trifunović Učo", a danas Druga osnovna škola. Usporedna glazbena škola je osnovana u Gračanici 1976. godine, pri Narodnom sveučilištu Gračanica. Od 1979. godine radi u sastavu Radne organizacije Udružene osnovne škole i predškolske ustanove. Poslije rata, od 1996. godine nastavlja s radom u okviru osnovne škole "Hasan Kikić". Osim spomenute dvije osnovne i jedne usporedne glazbene škole u gradu, na području Gračanice radi još 9 središnjih i 10 podružnih škola, te dva dječja vrtića.
Prva gimnazija u Gračanici otvorena je 1959. godine. Nakon više transformacija u oblasti srednjeg obrazovanja, danas radi pod imenom gračaničkog intelektualca i sveučilišnog profesora dr. Mustafe Kamarića.

## Kultura
Stožerno mjesto kulturnih dešavanja u Gračanici zauzima Bosanski kulturni centar Gračanica (BKC), javna ustanova za kulturu, informiranje i obrazovanje. U okviru BKC-a kao posebne organizacione jedinice djeluju Radio Gračanica (osnovana 1969. godine), zatim Narodna knjižnica "Dr. Mustafa Kamarić" (koja baštini tradiciju Narodne knjižnice Gračanica, osnovane 1928. godine), kao i Kino. BKC raspolaže i galerijskim prostorom, izgrađenim 1999., u okviru kojeg je izložen stalni postav Zavičajne muzejske zbirke. BKC organizira više kulturnih događaja, uključujući godišnji "Festival dječjeg teatra Bosne i Hercegovine", zatim manifestaciju "Ljetne večeri pod lipama Gračanice", kao i veći broj drugih kulturnih događaja (promocija knjiga, kazališnih predstava, umjetničkih i tematskih izložbi, itd.). Na prostoru Gračanice aktivan je i BZK Preporod, te nekoliko kulturno-umjetničkih društava. 
Značajan doprinos kulturi predstavlja i časopis za kulturnu povijest "Gračanički glasnik", koji od 1996. godine izlazi dva puta godišnje. Oko časopisa su danas okupljena istaknuta znanstvena i umjetnička imena. Baziran je na kulturnu povijest u najširem smislu, ali obrađuje i druge društvene teme vezane za lokalnu zajednicu.

## Šport
Po završetku Drugoga svjetskog rata, u jesen 1945. godine, osnovan je NK Bratstvo Gračanica. Kao takav najstariji je športski klub na području Gračanice. Natjecao se u tadašnjim ligama sjeveroistočne Bosne, a od 2000. godine natječe se u Prvoj ligi Bosne i Hercegovine. NK Bratstvo Gračanica je najmasovniji športski kolektiv koji okuplja sve selekcije različitog uzrasta. 
Nakon izgradnje rukometnog igrališta u Gračanici, 1955. godine i tri godine upornog rada entuzijasta, rukometna momčad iz Gračanice uključuje se u prvo službeno natjecanje u okviru Sreske rukometne lige Tuzla, u kojoj se natječe od 1958. do 1962. godine, a kasnije u regionalnoj i Republičkoj rukometnoj ligi Bosne i Hercegovine. Godine 1994. godine, gračanički rukometaši ponovno se okupljaju i počinju s treninzima. Najveći rezultat u povijesti kluba postigli su, osvojivši titulu prvaka Bosne i Hercegovine, u sezoni 1999/2000.
Osim ovih športova u gradu djeluju i košarkaški klub, ženski odboklaški klub, te dva karate kluba, džudo klub, šahovski klub, biciklistički klub i još desetak nogometnih klubova. Nositelj razvoja gračaničkog športa je Sportski savez grada Gračanica, koji je osnovan 1999. godine.
Od 2011. održava se Memorijalni turnir Hasib Taletović - Tale u futsalu, a od 1996. Memorijalni turnir u malom nogometu "Pomen na šehide" Gračanica.

## Gradovi prijatelji
Gračanica ima uspostavljenu prijateljsku suradnju sa sljedećim gradovima:
- Fleury-les-Aubrais, Francuska (1997.)
- Formia, Italija (1998.)
- Pljevlja, Crna Gora (2017.)

## Galerija
- Čaršija
- Središte grada
- Spomenik žrtvama ubijenim iz Gračanice tijekom rata
- Spomenik žrtvama ubijenim iz Gračanice tijekom rata
- Panorama grada
- Rijeka Sokoluša

## Vanjske poveznice
- Grad Gračanica